# (They Long to Be) Close to You
Pour les articles homonymes, voir Close to You.
Singles de Richard Chamberlain
I Will Love You/True Love Rome Will Never Leave You
Singles de The Carpenters
Ticket to Ride
(1969) We've Only Just Begun
(1970)
(They Long to Be) Close to You est une chanson écrite par Hal David et composée par Burt Bacharach, qui est devenue un standard.
Elle est enregistrée pour la première fois par Richard Chamberlain pour la bande originale du film Le Motel du crime, en 1963. Elle connaît par la suite de nombreuses reprises, dont la plus connue est celle des Carpenters, qui se classe no 1 des ventes aux États-Unis et au Canada en 1970 et remporte le Grammy Award du meilleur duo ou groupe pop ou de variété avec chant l'année suivante.

## Versions
Enregistrée en anglais (sauf mentions contraires) par :
- Andy Williams
- B. J. Thomas
- B.T. Express sur l'album Non-Stop (1975) — 31e du Hot Soul
- Barbra Streisand
- Barry Manilow
- Bobby Womack sur l'album Communication (1971)
- Boots Randolph
- Bunny Sigler (instrumental)
- Burt Bacharach (instrumental)
- Carmen McRae
- Cecil Brooks III (instrumental)
- Cilla Black sur l'album Images (1971)
- Circle Jerks sur l'album Golden Shower of Hits (1983)
- Claudine Longet (en français et en anglais) sur l'album We've Only Just Begun (1971)
- Cristian Rosemary a fait son adaptation en français en 2022, appelée Près de Toi.
- Diana Ross
- Dionne Warwick sur l'album Make Way for Dionne Warwick (1964)
- Dusty Springfield sur l'album Where Am I Going? (1967)
- Earl Hines (instrumental)
- Engelbert Humperdinck
- Erroll Garner sur l'album Magician (1974)
- Ethyl Meatplow
- Ferron
- Floyd Cramer (instrumental) sur l'album Class of '70 (1970)
- Franck Pourcel (instrumental)
- Frank Sinatra sur l'album Sinatra & Company (1971)
- Gábor Szabó (instrumental)
- George Barnes (instrumental)
- Gerald Levert
- Gwen Guthrie sur l'album Good to Go Lover (1986) — 6e au Royaume-Uni
- Hajime Mizoguchi (instrumental)
- Harry Connick Jr.	sur l'album Your Songs (2009)
- Herb Alpert & the Tijuana Brass (instrumental) sur la compilation Lost Treasures (Rare & Unreleased) (2005)
- Cubic U sur l'album Precious (1998)
- Houston Person (instrumental)
- Iain Ballamy
- Isaac Hayes sur l'album Black Moses (1971)
- Ivor Raymonde (instrumental)
- Jacob Collier
- Jake Shimabukuro (instrumental)
- James Last
- Jerry Butler et Brenda Lee Eager en single (1972) — 6e du Hot Soul
- Jimmy « Bo » Horne
- Jimmy Ponder (instrumental)
- Joey DeFrancesco (instrumental)
- Johnny Mathis
- José Padilla (instrumental)
- Josie and the Pussycats
- Kimiko Itoh
- Lady Gaga sur l'album Harlequin
- Lara Fabian (album "every woman in me")
- Leon Spencer (instrumental)
- Liz Damon's Orient Express
- Lynn Anderson
- Matt Monro
- McCoy Tyner (instrumental)
- Michael Ball
- Mike LeDonne (instrumental)
- Monty Alexander (instrumental) sur l'album Taste of Freedom (1970)
- Neil Finn
- Paul Weller sur l'album Studio 150 (2004)
- Perry Como sur l'album It's Impossible (1970)
- Peter Hofmann
- Peter Nero (instrumental)
- Petula Clark
- Phyllis Dillon
- Randy Johnston (instrumental)
- Ray Conniff sur l'album We've Only Just Begun (1970)
- Ray, Goodman and Brown
- Richard Chamberlain
- Richard Clayderman (instrumental)
- Rigmor Gustafsson
- Ron Goodwin (instrumental)
- Ronald Isley
- Ronnie Aldrich (instrumental) sur l'album Close to You (1970)
- Ronnie Von sur l'album Ronnie Von (1977)
- Sacha Distel
- Samantha Jones
- Sanchez
- Sheila
- Sonny Stitt (instrumental)
- The Carpenters sur l'album Close to You (1970) — 1er aux États-Unis, au Canada
- The Cranberries en face B du single I Can't Be with You (1994)
- The Soul Searchers sur l'album Salt of the Earth (1974)
- The Ventures
- Tina Arena
- Trijntje Oosterhuis
- Waterlillies
- Young-Holt Unlimited (instrumental)
- Yuhki Kuramoto (instrumental).